# 茨城 (古代山城)
茨城（いばらじょう/いばらき）は、備後国安那郡にあった日本の古代山城。城跡の所在地は不明。
記録としては『続日本紀』元正天皇養老3年（719年）12月の条に「備後国安那郡の茨城、葦田郡の常城を停む」とあるのみで、正確な築城時期や位置は明らかとなっていない。

## 概要
記録としては『続日本紀』元正天皇養老3年（719年）12月の条に「備後国安那郡の茨城、葦田郡の常城を停む」とあるのみで、いつ何のために築かれて廃されたのか、そしてどこにあったのかははっきりしていない。
1958年に地元の高等学校教諭である豊元国が「芸備文化」第12・13合併号で発表した論文「備後茨城の所在考」で茨城の場所を福山市街地北東にそびえる蔵王山（標高225.5m）に比定して以来蔵王山説が有力になった。しかし、蔵王山に城跡の遺構は全く見つかっておらず、詳細な調査も実施されていない。そのため否定的な意見も根強く福山市加茂町北山など、別の場所にあったとする説もある。ただ、いずれの説も文献に適応できると思われる場所を地理環境から求めたに過ぎず、古代山城の存在を示す証拠は見つかっていない。しかし、比定地の中には開発の進んだ場所もあり、そもそも続日本紀の記述が事実かどうかも含め不明な部分が多く、現状では茨城の存在自体が伝説の域を出ていない。

## 蔵王山説

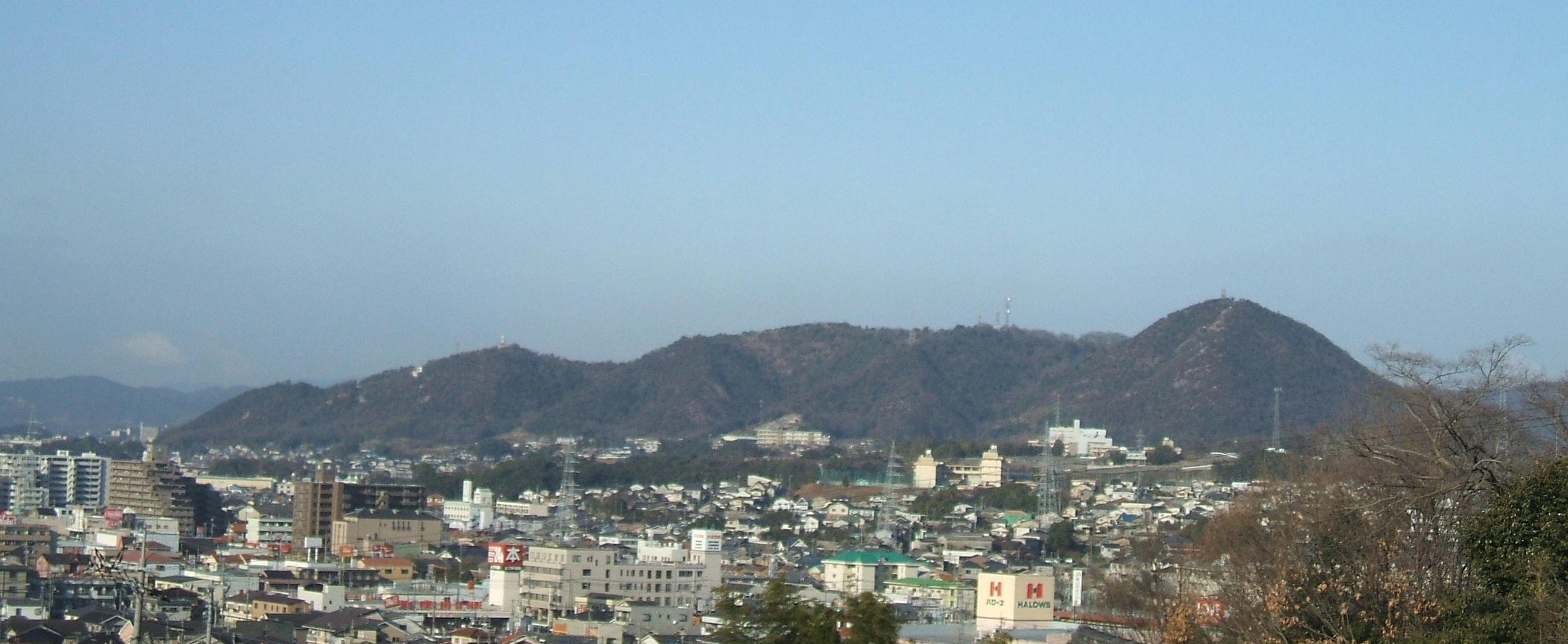
蔵王山
右側の最も高い山が茨城の推定地とされる蔵王山

### 根拠
蔵王山説の有力な根拠となっているのが、南麓に奈良時代の寺院跡（国の史跡:宮の前廃寺跡）が確認されていることや、この周囲に市場があったと考えられること（蔵王の旧地名は市村という）、また、南方には「深津」と呼ばれる港があったなど、交通・経済の要衝として栄えていたことである。更に江戸時代後期の地誌「備陽六郡志」外編に「蔵王山上に石塁があるが城主は誰だったか分からない」という記述があり、これも蔵王山説を補強する根拠とされている。
なお、『続日本紀』で茨城は安那郡にあるとされており、深津郡に含まれる蔵王山は対象から外れるようにも見えるが、実は養老5年（721年）まで深津郡は安那郡の一部で後に安那郡から分離しているので矛盾はしていない。

### 疑問点
蔵王山説の疑問点として指摘されるのが、山中に明確な遺跡が存在しないことで、1960年代以降、山頂に放送送信設備が設置されたり、北麓に山陽自動車道が建設されるなど、ある程度開発されたにも関わらず「備陽六郡志」で存在するとされる石塁を含め城の遺物は全く確認されていない。近郊で山頂付近に石塁が残る城としては戦国時代末期の山城・相方城（さがたじょう、福山市新市町相方）が知られるが、城の標高（191.0m）も近いのになぜ蔵王山のみ石塁が全くなくなっているのか、そもそも備陽六郡志の記述が事実であるのかもはっきりしない。 
また、近くに「いばらき」に似た音を持つ地名が残されていないことや、古代山城の多くが国府の近くに設置されているが茨城には近くに国府がないことも疑問視されている。 そして、蔵王山説を唱えた豊元国氏は広島県立府中高等学校（府中市）在職中の1967年から1968年に顧問を務めていた同校地歴部部員とともに備後国のもうひとつの古代山城である常城（福山市新市町金丸・常及び府中市本山町）の調査を行い、その遺構を確認したとしていたが、こちらの調査結果に矛盾が生じているなど、論文の信頼性自体にも疑問が持たれている。

## 北山説
福山市加茂町北山。 ここには総延長約2.5kmと推定される「大すき」と呼ばれる大規模な空堀状の溝があり、他の説が文献の考察のみで遺構が全く検出されない中で唯一遺構と呼べるものが存在している。ただし、堀以外に曲輪など他の遺構は見つかっていないが、これは「続日本紀」の「備後国安那郡の茨城、葦田郡の常城を停む（停止する）」を建設が中止されたと解釈すれば未完の城として説明することができる。また、当地には芋原（いもばら）という「いばらき」と音がよく似た小字がある。

## 木之上説
福山市神辺町中条及び三谷。ここにある木之上城跡は戦国時代の山城跡として知られているが、平安期の山岳仏教の遺跡でもあり、城跡から平安時代の瓦が出土している。この遺跡は北西の稜線にある「寺屋敷」と呼ばれる南北に並んだ方形の広場と通路状の土塁で構成されているが、この広場の目的が不明であることや、望楼跡と思われる礎石が残されていること、そして、「木之上（きのえ）」の地名「木」は茨城の「城」に通じることなどから、これが茨城の跡である可能性が指摘されている。

## 要害山説
福山市神辺町湯田。神辺平野中央部で広島県立神辺旭高等学校裏山に位置する「要害山」にあるとする説。ただし、要害山には古代山城の痕跡は確認されていない。この説は郷土史家である高垣敏男が発表した「備後国府考」の中で他の説に先駆けて唱えられた。これによると高垣は備後国の国府を神辺町湯野にあるとし、これを守護する城として国府の西側に位置する要害山を茨城と比定している。その後、備後国府の位置は発掘調査などから府中市であることが確実視されるようになるが、通常は国府の近くに建てられるべき国分寺が備後国では神辺町御領地区にあるため、当初国府は神辺にあり後に府中に移転した可能性も指摘され、現在でもある程度の支持を得ている。ちなみに府中市には甘南備（かんなび）神社という神社があり、「甘南備」は神辺という地名の語源の一つとされている。

## 井原説
岡山県井原市。 「イバラ」という地名と安那郡に隣接することから比定される。ここには井原市中心部の井原町の北に「茨（いばらき）八幡宮」という神社があり、井原町で最も古い神社で「井原」という地名の語源の一つとされている上、近くには古城跡とされる井原富士（横手山）がある。また、小田郡矢掛町と接する市東部の神代町には、国の端を意味すると思われる「末国」という小字があり、末国川と呼ばれる河川が存在する。これらのことから考えられる説は、下記の通り。
- 井原は吉備分国後より備中国後月郡井原郷に属し、備後国安那郡と国境をまたいで接しており、「続日本紀」著者が茨城が備後国安那郡にあると勘違いして書いたとする説。
- 井原に関する記述のある古い書物うち、安閑紀伝に「備後後城（しつき / 後月）」（現：井原市高屋町）、「備後多禰（たね / 種）」（現：井原市芳井町種）という記述があり、備中を備後と誤って書いたのではないかという扱いになっている。しかし、これが誤りでないとした場合、備中は後から置かれたもので、吉備が分国された際に備中は存在せず、備前と備後の二国しかなかったか、それとも備中は存在し、一時的に井原が備後に属した時があったとする説。

ただし、現在のところ説はあっても井原市内での本格的な調査は行なわれたことがない。しかも、井原市芳井町一帯（梶江・簗瀬・与井・吉井・天神山・下鴫・山村・池谷）は、かつて「井原荘（庄）」と呼ばれ、荘内の井原市芳井町天神山から木之上説の福山市神辺町三谷は距離的に近いことと、井原市芳井町天神山は標高の高い位置にあり、同じく標高の高い北山説の福山市加茂町北山を望める関係にあるため、これらの関係を含め他説が井原荘と関係しているかどうかすらもわかっていない。